# Desamortización di Mendizábal
La desamortización fu un lungo processo storico-economico iniziato in Spagna alla fine del XVIII secolo da Manuel de Godoy (1798) e concluso nel XX secolo (16 dicembre 1924). In altri paesi il fenomeno ebbe caratteristiche più o meno analoghe.
Consistette nel porre nel mercato, mediante asta pubblica, le terre e i beni improduttivi (manomorta), quasi sempre appartenenti alla Chiesa cattolica o ai suoi ordini religiosi oppure latifondi nobiliari, che erano stati accumulati attraverso donazioni, testamenti e successioni ab intestato.
Aveva come fine di accrescere la ricchezza nazionale e creare una borghesia e una classe media di lavoratori proprietari. Inoltre, l'erario avrebbe potuto ottenere entrate straordinarie con cui si volevano ripagare i titoli del debito pubblico.
La desamortización si trasformò nella principale arma politica con cui i liberali modificarono l'assetto della proprietà dell'Ancien Régime, per soppiantarlo con il nuovo stato borghese durante la prima metà del XIX secolo.

## Primadesamortización

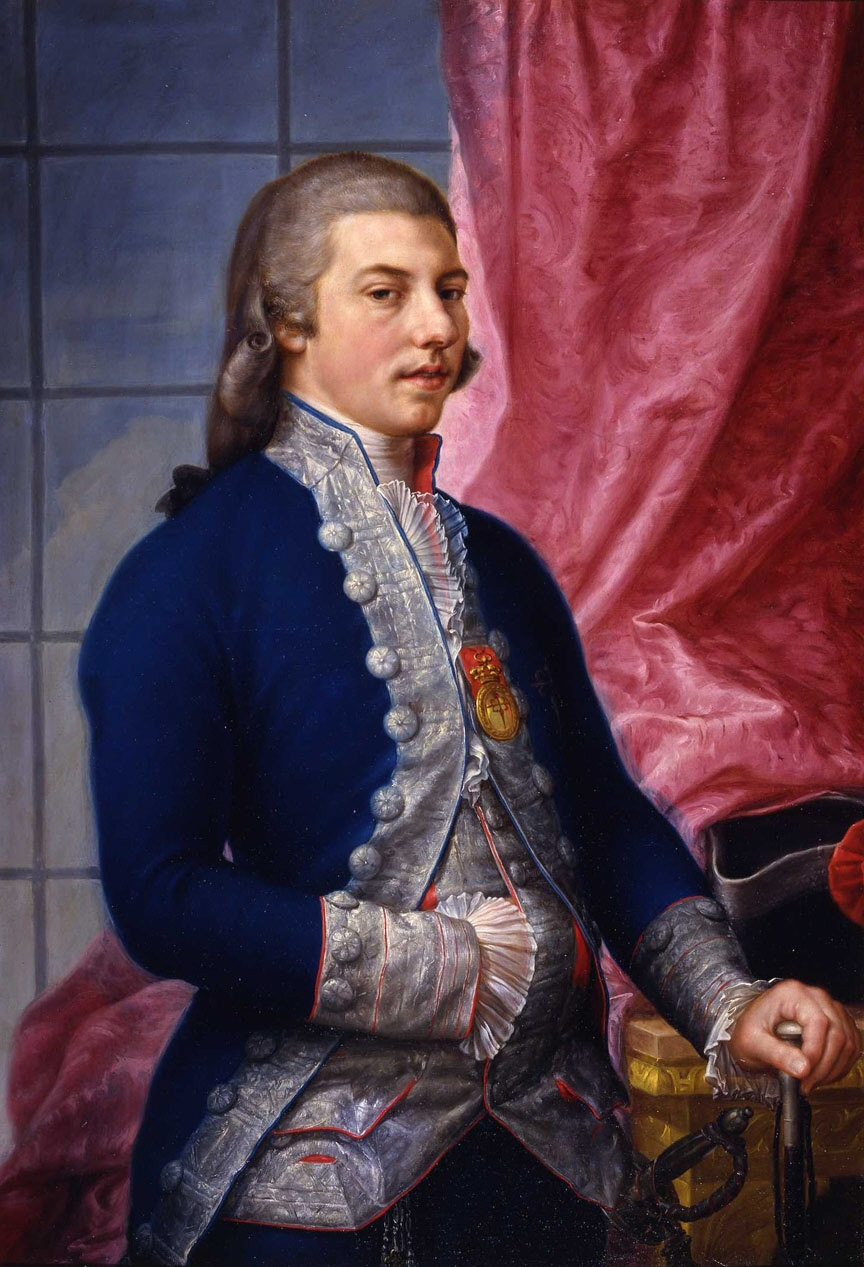
Manuel Godoy

Fu realizzata durante i regni di Carlo III e Carlo IV fra il 1766 e il 1808. Comprende la desamortización di Manuel Godoy e del ministro Cayetano Soler fra il 1800 y 1808. Si espropriarono beni della Compagnia di Gesù, di ospedali, ospizi, Casas de Misericordia e collegi universitari e anche beni che non erano sfruttati dai privati.

## Secondadesamortización
Giuseppe Bonaparte realizzò una piccola desamortización che non comportò la soppressione della proprietà, ma la confisca delle sue rendite a favore del vettovagliamento e delle spese di guerra delle truppe francesi.

## Terzadesamortización

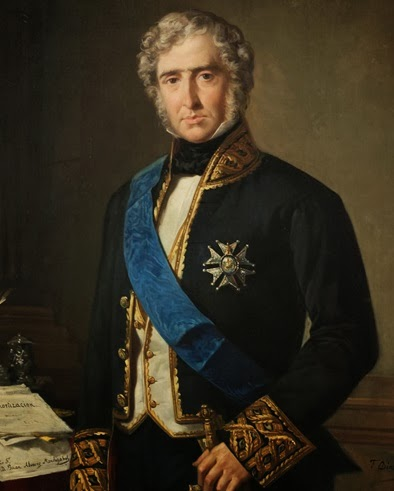
Juan Álvarez Mendizábal

L'intervento di Mendizábal, ministro della reggente Maria Cristina delle Due Sicilie, nel 1836, ebbe conseguenze molto importanti per la storia sociale della Spagna, benché i suoi risultati (non più sotto la gestione di Mendizábal, che abbandonò il ministero nel maggio del 1836) siano stati relativamente scarsi.
Poiché la divisione dei lotti fu affidata a commissioni municipali, queste approfittarono del loro potere per operare manipolazioni e ritagliare grandi lotti fuori dalla portata economica dei piccoli proprietari e invece accessibili dalle oligarchie più facoltose.
I piccoli proprietari non poterono entrare in competizione e le terre furono comperate da nobili e borghesi facoltosi, cosicché non poté formarsi una vera borghesia o classe media che potesse risollevare l'economia del paese.
I terreni espropriati dal governo furono unicamente ecclesiastici, principalmente quelli che erano improduttivi. Nonostante i vasti espropri, la Chiesa non ricevette nessuna compensazione. Perciò la Chiesa decise di scomunicare tanto gli espropriatori quanto i compratori dei terreni, ciò che distolse molti dall'acquisto dei terreni, che a volte avveniva attraverso intermediari e prestanome.

## Quartadesamortización

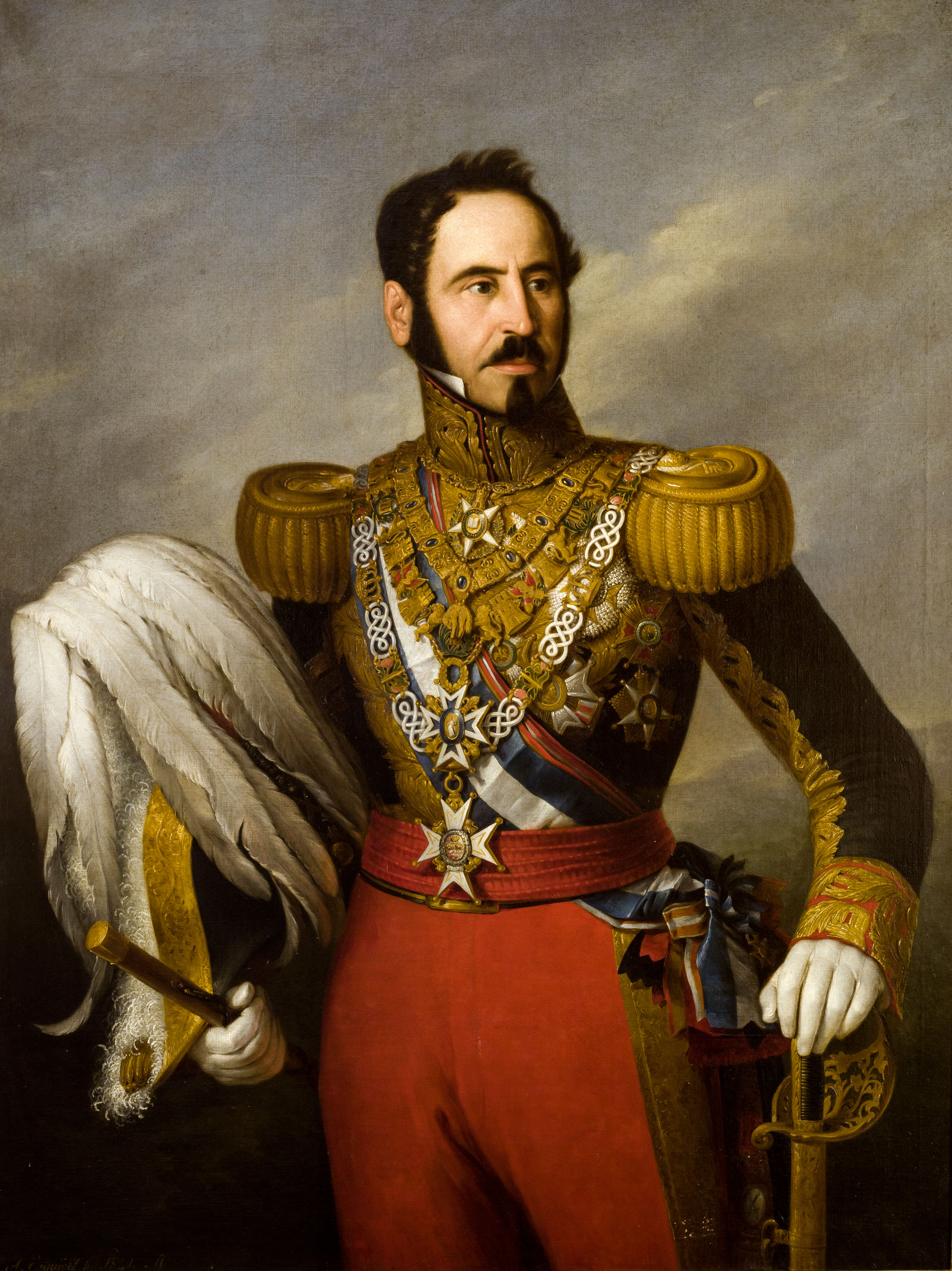
Baldomero Espartero

Il 2 settembre 1841 il progressista Baldomero Espartero, appena nominato reggente, impose l'esproprio dei beni del clero secolare. Questa legge durerà meno di tre anni e alla caduta del partito progressista la legge fu abrogata.
Nel 1845, durante il Decennio moderato (Década Moderada), lo sforzo del governo di ristabilire le relazioni con la Chiesa, porterà alla firma del Concordato del 1851.

## Quintadesamortización

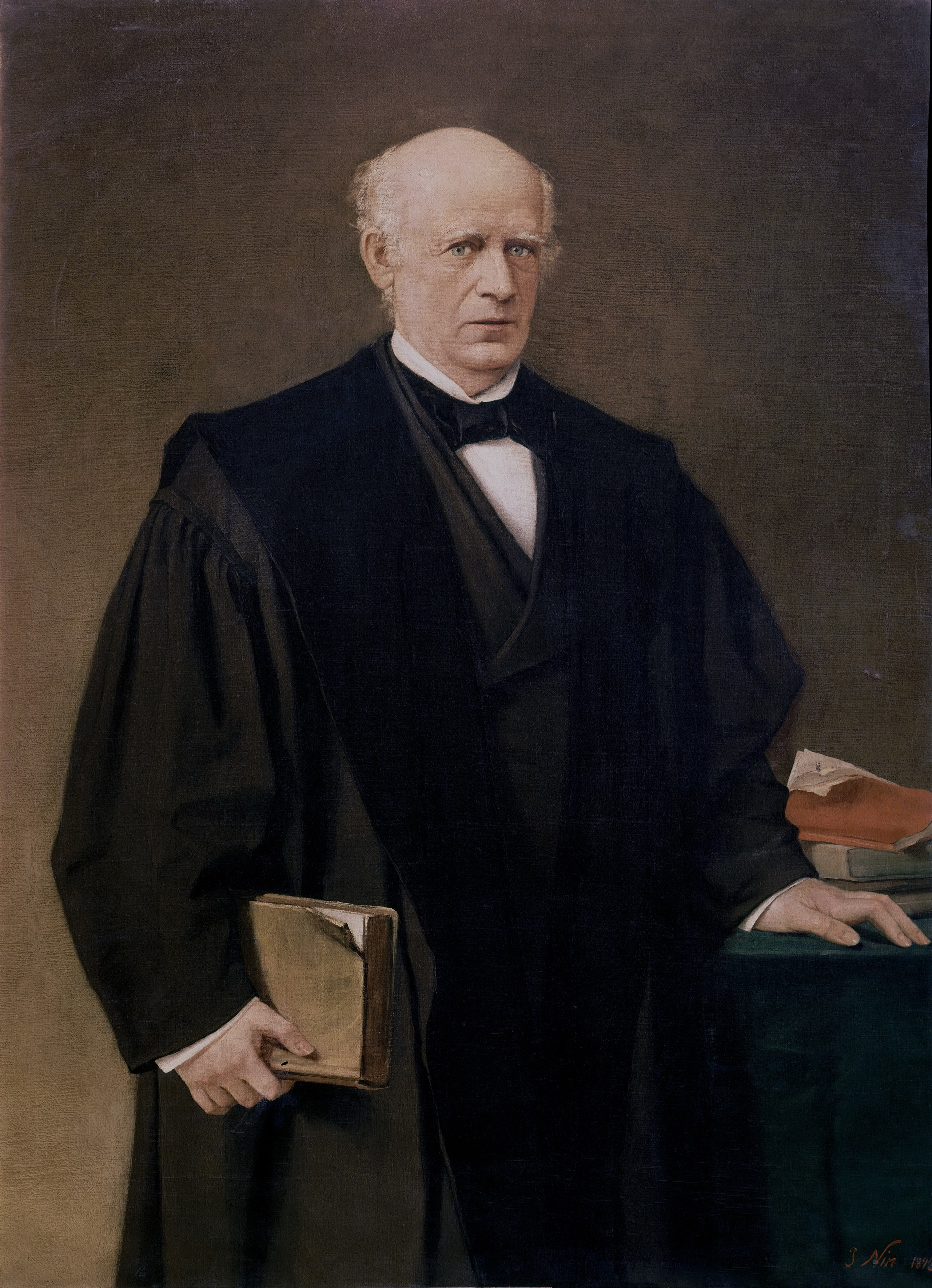
Pascual Madoz

Durante il secondo governo del progressista Espartero, il ministro delle Finanze, Pascual Madoz, realizzò una nuova desamortización (1855) che fu messa in atto con maggior rigore di quella di Mendizábal. Il 1º maggio 1855 si pubblicava su La Gaceta de Madrid e il 31 dello stesso mese veniva emanato il regolamento attuativo.
Si dichiaravano in vendita tutte le proprietà dello stato, del clero, degli Ordini militari (Ordine di Santiago, Ordine di Alcántara, Ordine di Calatrava, Ordine di Montesa e Ordine di Malta), confraternite, opere pie, santuari, dell'ex infante Don Carlos, i beni dei municipi (propios e comunes), della beneficenza e della pubblica istruzione, con alcune eccezioni.
Fu quella che raggiunse il maggiore volume di vendite ed ebbe un'importanza superiore a tutte le precedenti, anche se gli storici si sono occupati tradizionalmente molto di più di quella di Mendizábal. La sua importanza risiede nella sua durata, nel grande volume di beni interessati e nelle profonde ripercussioni che ebbe nella società spagnola.
Dopo aver costituito un terreno di confronto fra i conservatori e i liberali, in questo periodo quasi tutti i partiti politici riconobbero la necessità di porre termine alla manomorta per raggiungere un maggiore sviluppo economico. Si sospese l'applicazione della legge il 14 ottobre 1856, per riprenderla daccapo due anni dopo, il 2 ottobre 1858, con il ministero di Leopoldo O'Donnell e le vendite si susseguirono fino alla fine del secolo, nonostante i differenti governi.
Nel 1867 si erano venduti in totale 198.523 lotti rurali e 27.442 urbani. Lo stato incassò 7.856.000.000 di real fra il 1855 e il 1895, quasi il doppio del gettito della desamortización di Mendizábal. Questo denaro fu impiegato fondamentalmente a coprire il deficit pubblico, per l'estinzione del debito pubblico e per le opere pubbliche, con una dotazione di 30 milioni di real all'anno per la riedificazione e riparazione delle chiese di Spagna.
In totale, si calcola che, di tutti i beni espropriati, il 30% appartenesse alla Chiesa, il 20% a opere di beneficenza e il 50% a proprietà municipali. Lo statuto municipale di José Calvo Sotelo del 1924 abrogò definitivamente le leggi di desamortización.

## Conseguenze
Molti quadri e libri dei monasteri furono venduti a prezzi bassi e finirono all'estero, anche se gran parte dei libri furono destinati alle biblioteche pubbliche o universitarie. Restarono abbandonati numerosi edifici di interesse artistico con la conseguente rovina degli stessi (principalmente conventi e monasteri), altri furono destinati ad usi civili.
La desamortización dei conventi alterò il modello di città. In molte città, i terreni e gli edifici religiosi, ricchi di giardini, furono soppiantati da edifici più elevati con un più intenso sfruttamento del suolo.
Molti antichi edifici religiosi furono trasformati in edifici pubblici, altri furono demoliti per l'apertura di nuove strade o per allargare le preesistenti, altri ancora furono trasformati in chiese parrocchiali o, venduti all'asta, passarono in mani private.
Di fatto fu inferto un durissimo colpo alla vita religiosa del paese, soprattutto alla vita monastica, che in Spagna aveva avuto una millenaria tradizione.